# Onnivoro

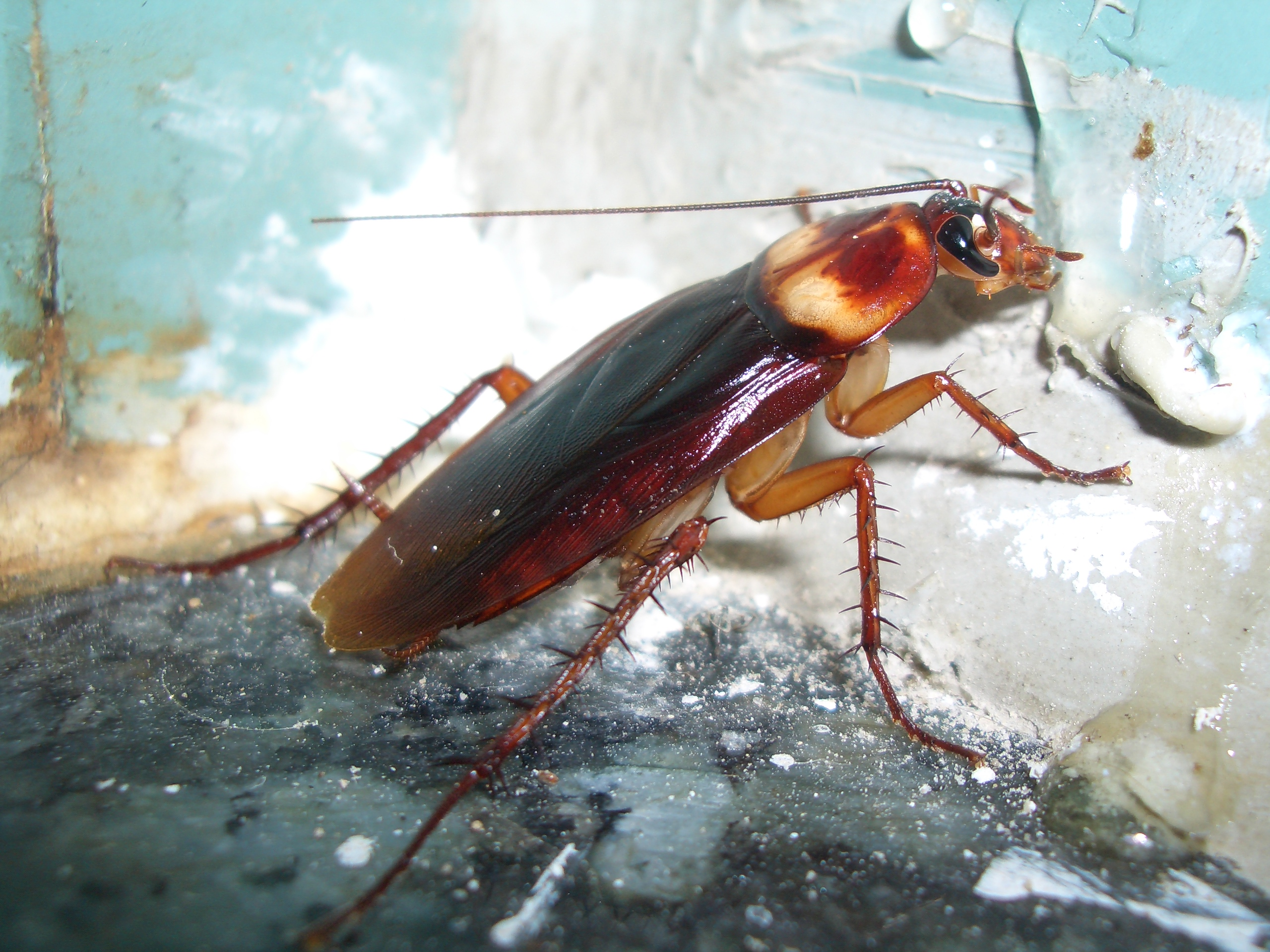
Esemplare di Periplaneta americana: le blatte sono un classico esempio di animali largamente onnivori.

In biologia un onnivoro è un organismo che si nutre di una ampia varietà di alimenti; altri sinonimi utilizzati sono polifago, eurifago e pantofago.

## Definizioni
Polifago può essere inteso (in contrapposizione a monofago, che si nutre di una sola specie o alimento, e oligofago o stenofago, che si nutre di poche specie o alimenti) come un organismo che si nutre, in analogia ad organismi ad esso affini, di diverse specie, animali o vegetali, a seconda del tipo di dieta, quindi non di un misto di animali e vegetali.
Ad esempio, tra gli emitteri, C. ciliata, il tingide del platano, specie fitofaga (erbivora) e polifaga, viene predata da O. laticollis, specie entomofaga (predatrice insettivora) altrettanto polifaga, ma entrambe polifaghe entro le rispettive classi di dieta, attualmente tendenzialmente monofaghe sul territorio italiano (platano e tingide rispettivamente). Al contrario la B. orientalis, lo scarafaggio comune, è da considerarsi polifago in senso ampio, comprendendo una vastissima tipologia alimentare all'interno della propria dieta. Polifago viene spesso utilizzato nell'ambito delle specie parassite, parassitanti diverse specie ospiti.
Spesso si utilizzano i termini intendendo una categorizzazione dei cibi in sostanze vegetali e sostanze animali; in questo caso il rapporto percentuale fra le due componenti della dieta può essere anche molto differente a seconda della specie presa in considerazione.

## Etimologia
Il termine "onnivoro" deriva dall'unione delle parole latine omnis (tutto) e vorare (mangiare), quindi significa "colui che si nutre di tutto".

## Caratteristiche
L'apparato digerente degli onnivori è in grado di elaborare diverse composizioni della dieta: questa duplice capacità di elaborazione di sostanze nutritive offre agli onnivori maggiori possibilità di assimilazione di nutrienti, maggiore scelta nella ricerca del cibo e consente un maggiore adattamento ai cambiamenti climatici. La maggiore varietà e più alta qualità della dieta, perciò, garantiscono all'organismo onnivoro una maggiore probabilità di sopravvivenza. Tra i componenti animali le proteine hanno in genere la prevalenza, mentre tra quelli vegetali i glucidi e tra questi l'amido e la cellulosa, che non viene comunque digerita dalla gran parte degli organismi, ma viene invece eliminata con le feci, costituiscono spesso la frazione dominante.

## Elenco di specie onnivore
Sebbene vi siano casi sporadici in cui degli animali erbivori si nutrono di sostanze animali (ad esempio la lepre artica, che a volte mangia le carcasse degli animali presi nelle tagliole), così come di animali prettamente carnivori che si nutrono di sostanze vegetali (come lupi e gatti, che spesso mangiano steli d'erba per facilitare la digestione), la classificazione della dieta di un animale come "onnivora" non si basa sull'assunzione sporadica di sostanze diverse da quelle presenti abitualmente nella dieta.
Sono onnivori, tra i vertebrati, molti pesci, mammiferi ed uccelli tra cui, per esempio:
- Corvo[4]
- Suidi in generale[5]
- Carpa
- Opossum
- Ursidi
- Ratto
- Topo domestico
- Blatta
- Uomo[6]